# أوسبالدو ألفاريز
أوسبالدو ألفاريز (بالبرتغالية: Oswaldo Fumeiro Alvarez‏) (مواليد 21 أغسطس 1956) هو مدرب كرة قدم برازيلي.

## وصلات خارجية
- أوسبالدو ألفاريز على موقع الاتحاد الدولي (مؤرشف)  (الإنجليزية)
- أوسبالدو ألفاريز على موقع الاتحاد الأوربي (الإنجليزية)
- أوسبالدو ألفاريز على موقع قاعدة بيانات كرة القدم.إي يو (الإنجليزية)
- أوسبالدو ألفاريز على موقع Soccerway.com (الإنجليزية)
- أوسبالدو ألفاريز على موقع عالم كرة القدم.نت (الإنجليزية)
- أوسبالدو ألفاريز على موقع أوليمبيديا (الإنجليزية)
- transfermarkt.com
- J.League Data Site (باليابانية)